# Asferische optiek

Voorbeeld van een asferische lens.

In de optica wordt onder asferische optiek een lens, een spiegel of een combinatie hiervan verstaan waar ten minste één spiegel- of lensoppervlak noch bolvormig (sferisch), noch vlak is, maar een afwijkende vorm heeft, bijvoorbeeld paraboloïdisch, hyperboloïdisch, ellipsoïdisch of anderszins. Asferisch komt uit het Grieks en betekent letterlijk niet-bolvormig.
Asferische lenzen kunnen rotatiesymmetrisch zijn ten opzichte van de optische as, maar er zijn ook niet-rotatiesymmetrische lenzen.

## Rotatiesymmetrische asferische optiek
Asferische lenzen en spiegels worden vooral gebruikt in telescopen, en tegenwoordig in toenemende mate ook in de fotografie – vooral in zoomobjectieven –, omdat bepaalde beeldfouten (met name sferische aberratie) er beter mee gecorrigeerd kunnen worden dan met alleen sferische oppervlakken. In een Schmidt-telescoop wordt een asferische lens als corrector gebruikt. Een andere belangrijke toepassing is die in condensorsystemen van projectoren.
De fabricage van asferische oppervlakken is ingewikkelder dan die van sferische, waardoor objectieven met dergelijke elementen in verhouding vaak wat duurder zijn.
Bovengenoemde voorbeelden zijn weliswaar niet sferisch, maar ten opzichte van de optische as wel rotatiesymmetrisch.

## Niet-rotatiesymmetrische asferische optiek
In meetinstrumenten worden soms cilindrische lenzen gebruikt voor het aflezen van schaalverdelingen.
Voor brillen, en tegenwoordig ook voor contactlenzen en intraoculaire lenzen, kunnen torische lenzen – vooral bij brillen vaak glazen met een cilindercomponent genoemd – worden gebruikt om astigmatisme van het oog te corrigeren. Deze lenzen zijn eveneens asferisch, maar niet rotatiesymmetrisch (maar wel spiegelsymmetrisch). Ook multifocale brillenglazen zijn asferisch en niet rotatiesymmetrisch.